# Oleg Pieriesypkin
Oleg Gierasimowicz Pieriesypkin (ros. Оле́г Гера́симович Пересы́пкин, ur. 12 sierpnia 1935 w Baku) – radziecki i rosyjski dyplomata.

## Życiorys
Studiował w Moskiewskim Instytucie Orientalistyki i Moskiewskim Państwowym Instytucie Stosunków Międzynarodowych Ministerstwa Spraw Zagranicznych ZSRR, który ukończył w 1959, później w 1970 obronił pracę kandydacką na temat problemu irackiej ropy naftowej, 1980 otrzymał stopień doktora nauk historycznych. Pracował na stanowiskach dyplomatycznych w Jemenie Północnym, Jemenie Południowym, Iraku, od 15 lipca 1980 do 3 września 1984 był ambasadorem nadzwyczajnym i pełnomocnym ZSRR w Jemenie, a od 4 września 1984 do 19 września 1986 w Libii. Po powrocie z placówki w Libii został rektorem Akademii Dyplomatycznej (do 1993) i członkiem Kolegium MSZ ZSRR, 1996-2000 był ambasadorem Rosji w Libanie. Od 1964 był członkiem Związku Dziennikarzy ZSRR, a od 1982 Związku Pisarzy ZSRR, był również akademikiem Międzynarodowej Akademii Informatyzacji.

## Odznaczenia
- Order Przyjaźni Narodów
- Medal „Weteran pracy”
- Order św. Daniiła Moskiewskiego